# Liste aller vom Osterdatum abhängigen Tage und Zeiten

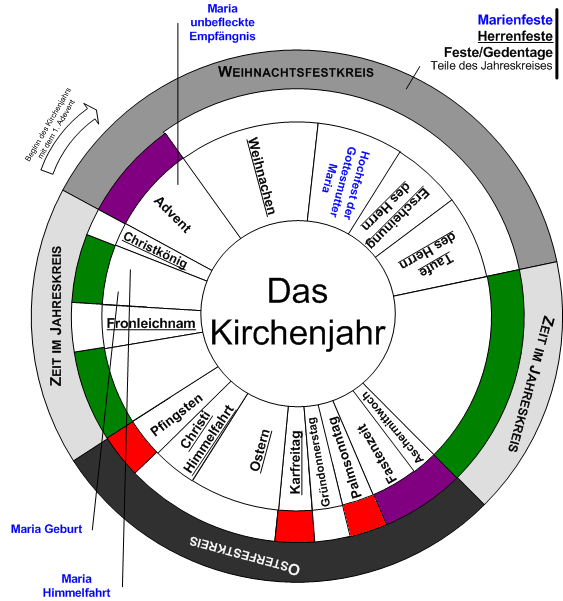
Die Termine im Osterfestkreis (unten) hängen alle vom Osterdatum ab.

Die Liste aller vom Osterfest abhängigen Tage und Zeiten führt jene auf, deren Datierung mit dem beweglichen Termin des Osterfestes zusammenhängt. Diese Gedenk- oder Festtage finden immer die angegebene Zahl von Tagen vor (−) beziehungsweise nach (+) dem Ostersonntag statt. Daraus folgt unmittelbar, dass alle angegebenen Tage immer am gleichen Wochentag stattfinden. Zum Termin des Osterfestes siehe den Artikel Osterdatum. 

## Vorösterliche Zeit
- Vorpassionszeit
  - Septuagesima (−63)
  - Sexagesima (−56)
  - Weiberfastnacht oder Schmotziger Donnerstag (−52)
  - Rußiger Freitag (−51)
  - Schmalziger Samstag (−50)
  - Estomihi oder Quinquagesima, regional auch Tulpensonntag (−49)
  - Rosenmontag (−48)
  - Fastnachtsdienstag (−47)
- Passions- oder Fastenzeit, auch Quadragesima
  - Aschermittwoch (−46) Mit dem Aschermittwoch beginnt die Passionszeit. Diese dauert 40 Tage – entsprechend den 40 Tagen, die Christus gemäß Matthäus 4,2 EU vor seinem öffentlichen Wirken mit Fasten in der Wüste verbrachte. Die 6 Sonntage zählen nicht zur Passionszeit, daher dauert es genau 40 + 6 Tage von Aschermittwoch bis Ostern.
  - Fasten- oder Passionssonntage
    - Invocabit oder Invocavit (−42)
    - Reminiscere (−35)
    - Oculi (−28)
    - Laetare (−21)
    - Judica oder Passionssonntag (−14)

  - Heilige Woche
    - Palmsonntag (−7) Feier des Einzuges Jesu Christi in Jerusalem
    - Kartage
    - Karmittwoch (−4), in der Tradition der Tag, an dem Judas Iskariot Jesus Christus verriet
    - Triduum Sacrum Die Feier der drei heiligen österlichen drei Tage: Gründonnerstagabend, Karfreitag, Karsamstag, Ostermorgen.
      - Gründonnerstag (−3) Fest des Letzten Abendmahls
      - Karfreitag (−2) Tag der Hinrichtung Jesu Christi
      - Karsamstag (−1) Tag der Grabesruhe Jesu Christi

## Osterzeit
- Ostern Feier der Auferstehung Jesu Christi
  - Osternacht In den Gottesdiensten der Osternacht wird die Auferstehung verkündet
  - Ostersonntag (±0) − fällt frühestens auf den 22. März und spätestens auf den 25. April.
  - Ostermontag (+1) zweiter Tag des Osterfestes
  - Ostersamstag (+6)
- Sonntage der Osterzeit An diesen Sonntagen werden schwerpunktmäßig Texte ausgelegt, die Christus als Heiland der Welt bezeugen
  - Quasimodogeniti = Weißer Sonntag (+7) Traditionell der Tag, an dem die an Ostern Getauften ihre weißen Gewänder abgelegt haben. In der Gegenwart in vielen katholischen Pfarreien auch der Tag der Erstkommunion
  - Misericordias Domini (+14)
  - Jubilate (+21)
  - Kantate (+28)
  - Vocem iucunditatis (Rogate) (+35)
  - Exaudi (+42)
- Christi Himmelfahrt (+39) Das Fest der Aufnahme des Herrn gegen Ende des Osterfestkreises fällt immer auf einen Donnerstag  (40. Tag der Osterzeit)
- Pfingsten Das Pfingstfest (das Wort Pfingsten bedeutet „fünfzigster Tag“), das den Beginn des öffentlichen Wirkens der Jünger Jesu Christi markiert, gilt als Geburtsfest der Kirche und Abschluss des Osterfestkreises (50. Tag der Osterzeit)
  - Pfingstsonntag (+49)
  - Pfingstmontag (+50)

## Nachösterliche Zeit
- Trinitatis (+56), auch Dreifaltigkeitssonntag genannt
- Fronleichnam (+60) Dieses Fest ist die Feier der Einsetzung der Eucharistie und des Priestertums, die am Gründonnerstag bzw. in der Karwoche nicht so prunkvoll begangen werden kann, wie es angemessen erscheint
- Sonntage nach Trinitatis (+63, +70, +77, +84, …)
- Herz-Jesu-Fest (+68), dritter Freitag nach Pfingsten
- Unbeflecktes Herz Mariä (+69), Tag nach dem Herz-Jesu-Fest
- Herz-Jesu-Sonntag (+70), Sonntag nach dem Herz-Jesu-Fest